# Feminismo marxista

Símbolo do (trans)feminismo marxista

Feminismo marxista é um ramo do feminismo focado em investigar e explicar as maneiras pelas quais as mulheres são oprimidas por meio dos sistemas do capitalismo e da propriedade privada. De acordo com as feministas marxistas, a libertação das mulheres só pode ser alcançada através de uma reestruturação radical da economia capitalista atual, em que grande parte do trabalho das mulheres é desigual. Apesar disso Marx criticou o carreirismo do feminismo burguês escandinavo.
Karl Marx chegou a citar Charles Fourier que dizia que o progresso humano estaria associado a emancipação com relação ao sexismo. O combate que Marx e Engels faziam ao sexismo era confirmado por contemporâneos como August Bebel que republicou os trabalhos do antropólogo Lewis Henry Morgan sobre este tema. Marx também argumentava que o trabalho extenuante tirava o foco dos pais com relação ao cuidado da prole e defendia que a família tradicional era uma maneira de preservar a propriedade privada.
O autor também não descartou o papel da mulher como grupo social na história, desafiando o determinismo machista e darwinista da época, apesar de afirmar que a emancipação das mulheres seria algo inevitável desde que haja a superação dos modos de produção. Os autores marxistas dos séculos XIX e início do XX acreditavam que a resolução do sexismo era uma das maiores questões a serem enfrentadas pela esquerda a nível de justiça social e equidade.
A prostituição também é descrita pelo pensador como algo suscetível a toda classe trabalhadora e Karl defendia como antídoto um conceito de nova família em que cada membro fosse considerado como irmão. Apesar disso, alguns autores argumentam que Marx defendia uma redução da jornada de trabalho para que as mulheres ficassem na dependência do lar. Ainda esta vertente é a pioneira na análise feminista conjuntamente com o feminismo anarquista na Europa. O feminismo marxista tem influenciado movimentos anti-coloniais no mundo todo, mesmo que indiretamente, dialogando com outros feminismos de esquerda.

## Teóricas principais
- Sylvia Pankhurst
- Alexandra Kollontai
- Clara Zetkin
- Simone de Beauvoir
- Silvia Federici
- Angela Davis